# 福岡県道702号柳川城島線
福岡県道702号柳川城島線（ふくおかけんどう702ごう やながわじょうじません）は、福岡県柳川市から久留米市に至る一般県道である。

## 概要
柳川市辻町から久留米市城島町楢津に至る。
柳川市から大川市にかけては幅員が極端に狭い箇所が多数存在する。

### 路線データ
- 起点：福岡県柳川市辻町（辻町交差点、福岡県道23号久留米柳川線終点、福岡県道770号枝光今古賀線旧道上）
- 終点：福岡県久留米市城島町楢津（楢津交差点、福岡県道701号城島三潴線交点）

## 路線状況

### 重複区間
- 福岡県道770号枝光今古賀線旧道（柳川市辻町・辻町交差点 - 柳川市鍛冶屋町・鍛冶屋町交差点）
- 国道385号旧道（柳川市西蒲池・西蒲池北交差点 - 大川市大字鬼古賀）
- 国道385号三橋大川バイパス（大川市大字鬼古賀 - 大川市大字下木佐木・新開交差点）
- 福岡県道710号宮本大川線（大川市大字上白垣 - 久留米市城島町江上本）
- 福岡県道711号江島筑後線（久留米市城島町江上本 - 久留米市城島町原中牟田）

### 道路施設

#### 橋梁
- 第四号橋（柳川市）
- 第五号橋（柳川市）
- 筑紫橋（沖端川、柳川市）
- 若宮橋（柳川市）
- 内の辻橋（柳川市）
- 長永橋（大川市）
- 野田橋（大川市、国道385号旧道重複区間内）
- 前田橋（大川市、国道385号旧道重複区間内）
- 井上橋（大川市）
- 新開橋（大川市）
- 地内橋（大川市）
- 広木橋（花宗川、大川市）
- 宮の脇橋（大川市）
- 中林橋（大川市）
- 西菰原橋（大川市）
- 宮脇橋（大川市）
- 高瀬町橋（大川市）
- 蓮輪橋（大川市）
- 鋤先橋（大川市）
- 猫橋（三潴郡大木町 - 久留米市）
- 津乗橋（幹線水路田川城島4号線、久留米市）
- 山王橋（久留米市）
- 大溝端橋（久留米市）
- 原中牟田橋（幹線水路田川城島2号線、久留米市）
- 楢津橋（久留米市）

## 地理

### 通過する自治体
- 柳川市
- 大川市
- 柳川市
- 大川市
- 三潴郡大木町
- 久留米市

### 交差する道路
| 交差する道路                                                                                               | 市町村名 | 交差する場所   | 交差する場所      |
| --- | -------- | -------------- | ----------------- |
| 福岡県道23号久留米柳川線 福岡県道770号枝光今古賀線 / 旧道 重複区間起点                                     | 柳川市   | 辻町           | 辻町交差点 / 起点 |
| 福岡県道766号橋本辻町線 福岡県道770号枝光今古賀線 / 旧道 重複区間終点 福岡県道770号枝光今古賀線 / バイパス | 柳川市   | 鍛冶屋町       | 鍛冶屋町交差点    |
| 福岡県道769号新田西蒲池線                                                                                  | 柳川市   | 西浜武         |                   |
| 国道208号 国道443号 重複                                                                                   | 大川市   | 大字坂井       | 大坂井交差点      |
| 国道385号 / 旧道 重複区間起点 福岡県道716号水田大川線                                                      | 柳川市   | 西蒲池         | 西蒲池北交差点    |
| 国道385号 / 旧道 重複区間終点                                                                              | 大川市   | 大字鬼古賀     |                   |
| 国道385号 / 三橋大川バイパス 重複区間起点                                                                  | 大川市   | 大字鬼古賀     |                   |
| 国道385号 / 三橋大川バイパス 重複区間終点                                                                  | 大川市   | 大字下木佐木   | 新開交差点        |
| 国道442号                                                                                                  | 大川市   | 大字中八院     | 中八院交差点      |
| 福岡県道710号宮本大川線 重複区間起点                                                                       | 大川市   | 上白垣         |                   |
| 福岡県道99号大川大木線                                                                                     | 久留米市 | 城島町江上     |                   |
| 福岡県道710号宮本大川線 重複区間終点                                                                       | 久留米市 | 城島町江上本   |                   |
| 福岡県道711号江島筑後線 重複区間起点                                                                       | 久留米市 | 城島町江上本   |                   |
| 福岡県道711号江島筑後線 重複区間終点                                                                       | 久留米市 | 城島町原中牟田 |                   |
| 福岡県道701号城島三潴線                                                                                    | 久留米市 | 城島町楢津     | 楢津交差点 / 終点 |

### 沿線
- 福岡県立伝習館高等学校
- 良清寺
- 柳川病院
- 沖端川
- 大川家具関連会社多数
- 花宗川
- 久留米市立城島中学校